# 里贝朗尼维斯
里贝朗尼维斯是巴西米纳斯吉拉斯州的一个市镇。总面积154.18平方公里，总人口329112人，人口密度2134.6人/平方公里。